# Pontifícia Universidade Católica do Rio Grande do Sul
Die Päpstliche Katholische Universität von Rio Grande do Sul (PUCRS-RG) (portugiesisch Pontifícia Universidade Católica do Rio Grande do Sul) ist eine brasilianische Universität päpstlichen Rechts. Sie ist die größte brasilianische Privatuniversität.
Vorläufer der heutigen Universität war die 1937 von der Ordensgemeinschaft der Maristen gegründete Nossa Senhora do Rosário Schule in Porto Alegre, einer höheren Schule für Politik und Ökonomie. 1945 entwickelten sich daraus drei weitere Hochschulen, die Schule für Philosophie, Wissenschaft und Sprache, gefolgt von der Schule für Soziale Dienstleistungen und 1947 der Schule für Rechtswissenschaften. Diese vier Schulen wurden zusammengefasst als União Sul Brasileira de Educação e Ensino (USBEE) und am 9. November 1948 begründete sich die staatlich anerkannte private Universidade Católica do Rio Grande do Sul.
Der Erzbischof von Porto Alegre, Alfredo Vicente Scherer, war erster Kanzler der Universität und eröffnete am 8. Dezember 1948 den Studienbetrieb. Gründungsrektor war Armando Pereira de Câmara. 1951 erfolgte durch Papst Pius XII. die Anerkennung als Universität päpstlichen Rechts.
Am Hauptstandort in Porto Alegre im brasilianischen Bundesstaat Rio Grande do Sul sowie den Dependancen Uruguaiana und Viamão studieren in 22 Fakultäten über 30.000 Studenten.